# Saddha Tissa
Saddha Tissa est un roi du royaume d'Anuradhapura, de la dynastie Vijaya, dans l'actuel Sri Lanka.

## Biographie
Saddha Tissa était le fils de Kavan Tissa de Ruhuna et le frère de Dutugemunu. Il était le souverain de Digamadulla, l'actuelle province orientale du Sri Lanka.
Comme Saliya, le fils du roi Dutugamunu et prince héritier, a épousé une fille Chandâla, le frère cadet du roi, Saddha Tissa, a été sacré roi. 
Pendant le règne de Saddha Tissa, il y a eu un incendie majeur dans le palais Lovamahapaya (en), qu'il fit reconstruire à un tiers du coût avec seulement sept niveaux, deux de moins qu'auparavant. 
Le roi Saddha Tissa a construit le Dighavapi (en) et le réservoir de Duratissa.
Après la mort du roi Saddha Tissa, la communauté Mahasangha a soutenu le deuxième fils du roi, Thulatthana.